# Rage in Eden
Rage in Eden, släppt 1981, är det brittiska New Romantic/Electrobandet Ultravoxs femte album (det andra med Midge Ure som sångare).  
Den 12 november 1981 spelade Ultravox på Konserthuset i Stockholm, 15 november på Konserthuset i Göteborg.

## Låtlista
1. "The Voice" -6:01
2. "We Stand Alone" - 5:39
3. "Rage in Eden" - 4:12
4. "I Remember (Death in the Afternoon)" - 4:57
5. "The Thin Wall" - 5:39
6. "Stranger Within" - 7:26
7. "Accent on Youth" - 4:45
8. "The Ascent" - 2:19
9. "Your Name (Has Slipped My Mind Again)" - 4:29

### Bonusspår på nysläppet från2000
1. "I Never Wanted to Begin" – 3:31 (B-sida på "The Thin Wall")
2. "Paths and Angles" - 4:19 (B-sida på "The Voice")
3. "I Never Wanted to Begin (Extended Version)" – 6:17

## Medverkande
- Warren Cann
- Billy Currie
- Midge Ure
- Chris Cross